# Мапуче (язык)
Мапу́че (мапудунгун, арауканский) — язык индейцев мапуче. Распространён в центрально-южном Чили и соседних районах Аргентины. Общее число свободно говорящих, по данным опубликованного в 2007 году исследования лингвиста Фернандо Суньига, — около 144 тыс. человек, и около 263 тыс. человек имеют пассивное знание языка.
Мапуче — один из южноамериканских индейских языков, является изолированным, хотя некоторые лингвисты сближают его с кечуа и аймара в андскую семью, а затем с аравакскими языками и языками тупи-гуарани в андо-экваториальную надсемью и включают в америндскую макросемью.
Включает три наречия — ныне исчезнувшее северное (пикунче), исчезающее южное (уильиче или цесунгун) и наиболее крупное центральное (собственно мапудунгу или мапуче) с большим числом диалектов (пеуэнский, лафкенский, уэнтеский, нагский и другие в Чили; ранкыльский, леуфуский, телуче, дивиче, чубутский, мансанеро и другие в Аргентине).

## Письменность
В 1988 году для языка мапуче был принят унифицированный алфавит на основе латинской графики. 
Алфавит языка мапуче:
| A a | Ch ch | D d   | E e   | F f | G g | I i   |
| K k | L l   | L ḻ   | Ll ll | M m | N n | N ṉ   |
| Ñ ñ | Ng ng | O o   | P p   | R r | S s | Sh sh |
| T t | T ṯ   | Tr tr | U u   | Ü ü | W w | Y y   |

## Лингвистическая характеристика

### Фонетика
В языке мапуче представлено 22 согласных и 6 гласных фонем. 
Для консонантизма характерны отсутствие противопоставления по глухости-звонкости и межзубный [θ].

### Морфология
Морфологически мапуче является полисинтетическим агглютинативным языком суффиксального типа. Бедная именная морфология (различаются прямой и косвенный падежи) компенсируется развитой глагольной.  
Развитая система посессивных частиц (с различением 3 лиц и 3 чисел) используется при оформлении притяжательности в имени и при согласовании в глаголе (где маркируются объект и субъект).